# Dane Petkovski
Dane Petkovski, makedonski general, * 25. julij 1922, † 2005.

## Življenjepis
Leta 1941 se je pridružil NOVJ in leta 1943 je vstopil še v KPJ. Med vojno je bil politični komisar več enot.
Po vojni je bil politični komisar in poveljnik divizije, poveljnik vojaškega področja, pomočnik zveznega sekretarja za ljudsko obrambo, Dosegel je čin generalpolkovnika.